# Baškirščina
Baškirščina (baškirsko башҡорт теле, latinizirano: bašqort tele) je eden izmed jezikov kipčaške družine turških jezikov, ki je v bližnjem sorodu s tatarščino.
Baškirščino govorijo predvsem v Baškiriji, ki je ena avtonomnih republik Ruske federacije, ter drugje v Rusiji. Po podatkih popisa prebivalstva iz leta 1989 je imela 1 047 000 govorcev, ocene iz leta 2002 pa govorijo o 1,4 milijona govorcev. Po istih podatkih okoli 20% Baškircev govori tatarščino kot materni jezik, kar je razumljivo, saj je bil ta jezik v preteklih stoletjih knjižni jezik Baškircev.
Baškirski knjižni jezik se je začel razvijati konec 19. stoletja, prvi zapisi so bili v arabski abecedi. Od 30. let 20. stoletja so začeli vse več uporabljati latinico, vendar preden se je le-ta dodobra uveljavila, so sovjetske oblasti zaradi političnih razlogov uradno uvedle cirilico. Po padcu Sovjetske zveze so Baškirci enako kot Tatari velikokrat poskušali ponovno uvesti latinico, vendar so osrednje ruske oblasti prepovedale uporabo necirilskih abeced za zapisovanje vseh jezikov Rusije razen karelščine.
V primerjavi z rusko različico cirilce pozna baškirska nekaj dodatnih črk, ki služijo za zapisovanje glasov, značilnih za ta jezik: Ә ә, Ө ө, Ү ү, Ғ ғ, Ҡ ҡ, Ң ң, Ҙ ҙ, Ҫ ҫ, Һ һ.